# Phylloscopus cantator
A Phylloscopus cantator a verébalakúak (Passeriformes) rendjébe, ezen belül a füzikefélék (Phylloscopidae) családjába és a Phylloscopus nembe tartozó faj. 10-11 centiméter hosszú. Délkelet-Ázsia nedves erdőiben él 300-2000 méteres tengerszint feletti magasságon. Többnyire rovarokkal táplálkozik. Áprilistól júniusig költ.

## Alfajai
- P. c. cantator (Tickell, 1833) – költési területe a kelet-Nepál, Bhután, északkelet-India, észak-Mianmar, egyes állományai télen nyugat- és kelet-Mianmar területéig vonulnak;
- P. c. pernotus (Bangs & Van Tyne, 1930) – kelet-Mianmar, dél-Kína, észak-Laosz, nyugat-Vietnám.

## Fordítás
- Ez a szócikk részben vagy egészben  a   Yellow-vented warbler című angol Wikipédia-szócikk fordításán alapul.  Az eredeti cikk szerkesztőit annak laptörténete sorolja fel. Ez a jelzés csupán a megfogalmazás eredetét és a szerzői jogokat jelzi, nem szolgál a cikkben szereplő információk forrásmegjelöléseként.